# Chants d'Espagne

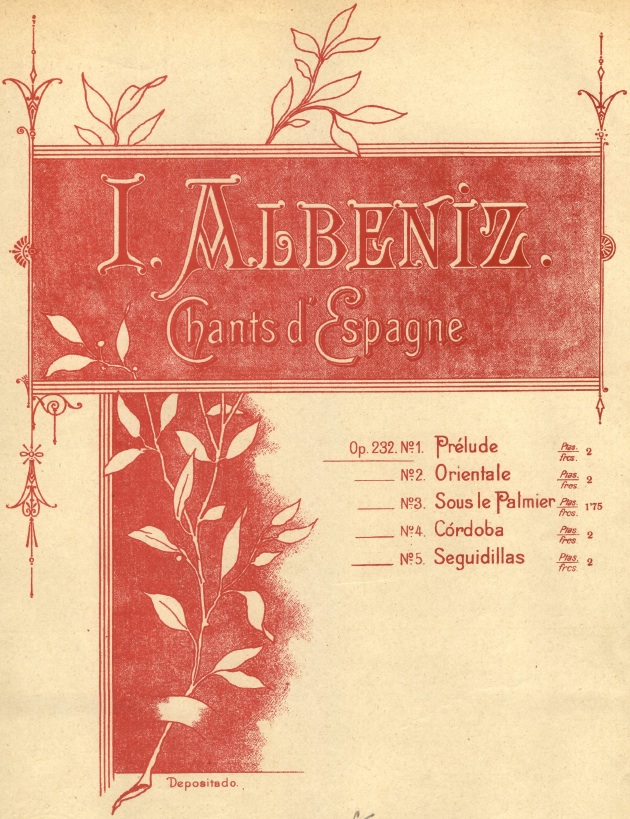
Portada de la partitura de Chants d'Espagne (1898).

Chants d'Espagne o Cantos de España, Op. 232 es una suite de cinco piezas para piano escrita por Isaac Albéniz entre 1891 y 1894. La primera publicación con solo las tres primeras piezas tuvo lugar en 1892 y la segunda con el total de piezas en 1897.

## Historia
El pianista y compositor del periodo romántico Isaac Albéniz era un alma inquieta que fue uno de los primeros en desarrollar una música de concierto moderna y de fama internacional adoptando elementos auténticamente españoles, lo que tuvo repercusión en todos los que vinieron después de él. Su obra maestra es el amplísimo ciclo para piano Iberia de 1905, una pieza cuyo título pone de manifiesto su intención de representar en sus 12 movimientos todas las regiones de España. Cantos de España, por su parte, es un conjunto de cinco piezas de estilo muy similar, que tiene el mismo tipo de color y virtuosismo que la más famosa Iberia. En 1918 sus editores añadieron parte de ella a una nueva edición de su obra Suite española, Op. 47 de 1886.
La primera edición de la suite que se publicó en 1892 en Barcelona por el editor Juan Bautista Pujol estaba formada por tres piezas: Prélude, más tarde conocida como Asturias (Leyenda), Orientale y Sous le palmier. Más tarde en la edición de 1897 se añadieron otras dos piezas: Córdoba y Seguidillas. Según Günter Schulze, "Muchas...[de las obras] tienen el sabor del flamenco tan querido por Albéniz". Históricamente esta suite y las tres primeras piezas suelen citarse por sus nombres en francés, si bien algunas grabaciones ofrecen los títulos en español.
El estreno de la suite tuvo lugar en París el 28 de marzo de 1892, por Albéniz en un concierto privado para piano y violonchelo, acompañado por miembros de la orquesta de la Ópera Nacional de París. Varios días más tarde, el editor del compositor anunció la primera publicación de la obra en el repertorio.

## Estructura y análisis
La suite consta de las siguientes piezas:
- 1. Prélude, en sol menor 3
4
- 2. Orientale, en re menor 3
4
- 3. Sous le palmier, en mi bemol mayor 2
4
- 4. Córdoba, en re menor 3
4
- 5. Seguidillas, en fa sostenido menor 3
4

La interpretación de la pieza dura alrededor de 18 minutos.
Cantos de España se recopiló a partir de varias piezas para piano que Albéniz había escrito o retocado unos años antes. Muestra nuevas formas y nuevas armonías que Albéniz no había mostrado anteriormente. Clark escribe: "La suite representa el mayor avance en el estilo español de Albéniz hasta la fecha en su seriedad, riqueza armónica y variedad formal." Fue después de escribir esta suite cuando Albéniz reorientó su energía compositiva hacia el drama musical, la ópera y el teatro.

### 1.Prélude
El movimiento inicial, que aquí se titula Prélude o Preludio, también se incorporó con el título Asturias (Leyenda) como quinta pieza de una versión ampliada de la Suite española, dos años después de la muerte del compositor. Se ha señalado que no es un título muy apropiado, ya que la música es de espíritu andaluz más que asturiano. Es un buen ejemplo de cómo Albéniz adopta el sonido de la guitarra en la mano izquierda de la textura pianística. Francisco Tárrega arregló la pieza para guitarra en su tonalidad más reconocible, mi menor. Posteriormente la popularizó Andrés Segovia. El tema, o bien alguna versión del mismo, se emplea a menudo en la música de películas y en la música popular. La pieza está dedicada "a mi querido amigo Louis E. Pujol".
El biógrafo de Albéniz, Walter Aaron Clark, describe la pieza como "flamenco andaluz puro", con un tema principal que imita la técnica guitarrística de alternar el pulgar y los dedos de la mano derecha, tocando una cuerda abierta de nota pedal con el índice y una melodía grave con el pulgar. El tema de apertura evoca fuertemente el ritmo de la bulería o quizá el de la soleá por bulerías, que es algo más lento. Las indicaciones marcato y staccato sugieren tanto los sonidos del punteo de la guitarra como el taconeo o zapateado de una bailaora flamenca. La pieza suena como si estuviera escrita en modo frigio, típico de la bulería. La segunda sección recuerda a una copla, un verso cantado que sigue una forma específica. Clark afirma que está escrita en la forma típica de Albéniz, ya que "se presenta monofónicamente pero doblada en la decimoquinta para dar más plenitud al sonido". La música alterna entre un solo y un acompañamiento típico del flamenco. La breve sección central de la pieza está escrita al estilo de una malagueña, otro palo flamenco. La malagueña toma prestados dos motivos de la copla anterior y los amplía. La pieza vuelve a su primer tema hasta que un pasaje lento, parecido a un himno, pone fin a la pieza.

### 2.Orientale
La seguna pieza se titula Orientale u Oriental. La pieza está dedicada "a mi amigo y antiguo alumno Joaquín Bonnín". A pesar de su nombre asiático, también se inspira en las canciones y danzas de Andalucía. Pretende reflejar la influencia morisca en las artes y la arquitectura españolas. Al igual que gran parte de la música de Albéniz, es muy popular en las transcripciones para guitarra. En realidad, Albéniz no compuso nada para guitarra. Se abre con un choque disonante de acordes y rápidamente se establece el modo frigio. Se trata de una pieza melancólica y reflexiva. El tema principal también se basa en una copla octosilábica.

### 3.Sous le palmier
El tercer movimiento recibe el título Sous le palmier o Bajo la palmera, también conocida como Danse espagnole o Danza española. La pieza está dedicada a Emilio Vilalta. Como la pieza tiene dos nombres, también muestra dos sentimientos a medida que avanza. El suave vaivén de las palmeras coincide con el vaivén del tango gitano. Se trata de una sencilla e irresistible canción. En este caso el propio Albéniz volvió a la versión original incluida en la Suite española y adaptó esta música a partir del cuarto movimiento original de esa obra, que es el octavo movimiento en la versión final publicada, donde se titula Cuba.
Cuando Ericourt describe cómo debe tocarse el ritmo en estas piezas, escribe lo siguiente:

En primer lugar, el ritmo debe ser constante, con pulsos uniformes en todo momento, pero, al mismo tiempo, dar una impresión flexible y relajada, incluso lánguida o voluptuosa. La indicación 'marcato' del comienzo significa precisión, más que rigidez de ritmo. La música debe fluir ininterrumpidamente.

Ericourt subraya igualmente la importancia de la moderación en la expresión: "Cualquier exageración, tonal o de otra índole, podría fácilmente aportar vulgaridad a esta composición". En el compás 17, la música pasa a la tonalidad paralela menor, un giro visto en otras piezas de Albéniz. Clark describe el poder que genera el cambio cuando escribe: "expresa una tristeza que sólo podemos comprender plenamente si recordamos la depresión que subyacía a su sanguinidad aparente". Esta tristeza apenas se menciona en las obras biográficas sobre Albéniz.

### 4.Córdoba
El cuarto movimiento, Córdoba celebra una de las ciudades favoritas del compositor. La pieza está dedicada al compositor Enric Morera. Se trata de una de las piezas más famosas del compositor, un majestuoso retrato de la ciudad en forma de danza andaluza. También se interpreta como pieza individual de concierto y una vez más es frecuente encontrarla en forma de transcripción. En el corazón de Andalucía, Córdoba alberga la célebre mezquita. La ciudad es rica en historia, tanto cristiana como árabe, y Albéniz capta el ambiente y el sentimiento de ambas en esta composición. Clark afirma que el nombre de la pieza puede estar inspirado en el tocayo de Albéniz, San Isaac de Córdoba, que murió defendiendo su fe en esta ciudad. La pieza comienza con el repique de las campanas de una iglesia. El sonido de un himno en modo dórico suena en un estilo fauxbourdon, rítmicamente ambiguo para asemejarse al canto litúrgico. La primera sección termina con un carácter contrastante, que recuerda a una guzla en la que alguien toca una serenata con sonido morisco. La segunda sección evoca el sonido de los bailaores flamencos y los ritmos de las canciones populares españolas, hasta alcanzar un clímax conmovedor. Hay una repetición de la primera sección y una breve coda.
Ericourt afirma: "En vista de la naturaleza polifacética de esta pieza, no sería impropio considerar esta evocadora composición un poema sinfónico para piano".

### 5.Seguidillas
El finale y la pieza más breve de la suite lleva por título Seguidillas, otro fragmento popular. El ritmo contagioso de esta danza hace que la conclusión sea dinámica. También está presente en la Suite española, donde es el penúltimo movimiento titulado Castillas. La pieza está dedicada a Leonardo Moyua (Leo de Silka).
Una seguidilla es una forma de canción o baile popular compuesta de cuatro a siete versos. La forma se explica así: "basada en fuertes ritmos flamencos. Sus siete "versos" están unidos por la similitud de los tres primeros versos, el hecho de que los versos 4º y 5º comiencen de la misma manera que los tres primeros, y que el 6º se base en sus finales; el 7º verso es una mezcla libre de los materiales de comienzo y final que acabamos de mencionar. Las siete estrofas se cierran con una introducción de cuatro compases, que marca el ritmo, y una coda de 13 compases que proporciona un brillante final". El ritmo exacto es primordial en la interpretación de esta pieza para ser fiel a la forma típica de la danza española.

## En la cultura popular
Estas obras han servido de inspiración a artistas musicales de diversos géneros para crear sus propias versiones. Tanto las adaptaciones como las interpretaciones de la pieza original han sido incluidas en bandas sonoras de películas, programas de televisión, videojuegos, etc.

### Adaptaciones
Asturias
- 1968 – "Spanish Caravan", canción del álbum Waiting for the Sun de The Doors en la que el tema principal se escucha al comienzo.[10]
- 1983 – "To Tame a Land", canción del álbum Piece of Mind de Iron Maiden en la que aparece.
- 1993 – "Right in the Night (Fall in Love With Music)", canción de la banda Jam & Spoon junto con Plavka que incluye una versión del tema principal.
- 2007 – El 16 de mayo de 2007 durante la investidura de Nicolas Sarkozy como presidente de Francia, el tema fue interpretado por su entonces esposa, Cécilia Ciganer-Albéniz, bisnieta del compositor Isaac Albéniz.[11]
- 2015 – El violista italiano Marco Misciagna publicó el arreglo de esta pieza para viola sola.[12]
- 2019 – "Middle of the Night", canción de la cantante Elley Duhé que también utiliza el tema principal.

### Inclusión en bandas sonoras
Asturias
- 1982 – Paratrooper, videojuego para MS-DOS en cuyo inicio se empleó la pieza.[13]
- 2008 – Mirrors (Reflejos), película dirigida por Alexandre Aja en cuya banda sonora es ampliamente utilizado el tema principal.
- 2008 – Vicky Cristina Barcelona, película de Woody Allen en la que se escucha esta obra.
- 2013 – Un château en Italie (Un castillo en Italia), film de Valeria Bruni Tedeschi en el que también se incluye la pieza.

## Discografía selecta
- 1982 – Julian Bream Plays Granados & Albéniz. Con Julian Bream a la guitarra (RCA Red Seal 14378).[14]
- 1992 – Albéniz: Obras para piano. Con Alicia de Larrocha al piano (EMI 64523).[15]